# 中村英一 (ホッケー選手)
中村 英一 （なかむら えいいち、1909年 - 1945年5月26日）は、日本のフィールドホッケー選手。

## 経歴
東京都出身。慶應義塾大学出身。
1932年ロサンゼルスオリンピックで日本代表チームの一人に選ばれる。日本代表チームには慶應大学出身者が3人含まれていた（主将の浅川増幸（OB）、浜田駿吉、中村英一）。ホッケーには3か国（英領インド・日本・米国）が出場し、日本は前回優勝国インドに大敗を喫したものの開催国アメリカに勝利を収め、銀メダルを手にした。
陸軍准尉として軍籍にあった1945年5月、東京大空襲のため死去。

## 関連文献
- 曾根幹子「「戦没オリンピアン」をめぐる調査と課題 ―広島県出身選手を事例に―」『広島市公文書館紀要』第32号、2020年、1-13頁。
  - 表1 日本人戦没オリンピアン（2020年1月末日現在）(pp.9-10)